# 電光オズマ
『電光オズマ』（でんこうオズマ）は、松本零士（連載当時は松本あきら名義）による日本のSF漫画。1961年から1962年にかけて『ぼくら』（講談社）にて連載された。
本作の単行本は1971年に虫プロで全2巻。1975年に若木書房で全3巻。1983年に大都社から全3巻。2010年に小学館『松本零士 初期SF作品集限定BOX』内に上下巻が発売されているが、本項では主に若木書房版を取り扱う。

## 作品解説
本作は、侵略者の脅威にさらされる日本に対して、どこからともなく現れた「電光オズマ」を名乗る謎の男と、その配下の戦闘部隊によって日本や地球が危機から救われる様子を描いたSF冒険活劇である。
作画は後の松本が得意とする劇画調ではなく、手塚治虫の影響が抜けきっていない漫画調の丸いタッチであるが、背景の一部は後の『潜水艦スーパー99』や、『ミステリー・イヴ』などの青年誌に見られる緻密な物（いわゆる「レイジメーター」などの計器類やススムの拳銃、ノバの北極基地に見られる兵器類。更に日本航空宇宙局の建物やロケット類は、『セクサロイド』のメガロポリストーキョー風に描かれている）として作画されていて、絵柄が移行する過渡的な時期を見られる貴重な物となっている。
なお、松本零士は1980年代に『超兵器オズマ』（仮題）なる未公開シナリオを書いているが、少なくとも「オズマ」の名を持つキャラクターは登場せず、謎の移動物体の名としてだけ登場する。この未公開シナリオは2012年に『松本零士「オズマ」』のタイトルでTVアニメ化されている。

## ストーリー
ストーリーは三部作で、それぞれが独立している。最初の時代設定は架空の日本で、貨物船・三郎丸が被雷する昭和4X年10月30日、午前0時1分30秒から始まる。
侵略者ノバ帝国の巻（インベーダーノバていくこのまき）
ガンモス首相率いる新国家ノバ帝国が世界中に人類奴隷化計画を宣言し、手始めに日本をターゲットに定めた。ノバ帝国の最初の犠牲者として父を失った塚森ススムは、ノバの潜水艦を追う内に電光オズマという謎の人物と出会う。ノバの空中戦車隊長メンターとの対決や、南米上空と日本での迎撃戦を経験後、ススムはインド洋にあったノバ帝国本国の原子炉をオズマと共に破壊して誘爆させ、日本で発足した戦闘機部隊少年オズマ部隊員となった。
だが、ガンモスは生きていた。ノバ帝国は北極に新たな拠点を築き、地球人の科学者を使って開発した「地球はかい機」を作動させようとする。オズマとススムは新兵器を携えて、北極へと出撃する。
なぞの化石円盤の巻（なぞのかせきえんばんのまき）
あらゆる計器が狂い出し、東京を大地震が襲った。オズマと塚森博士、ススム、そして毎朝新聞の記者・大金が調査隊として、震源地とされるアフリカ大陸のウガンダへ派遣される。しかし、探検隊はB国の妨害行為と、突如現れた恐竜の襲撃を受ける。更にジャングルの奥深くには、古代に墜落し、半ば化石化したペガン星人の化石円盤が出現したのだ。
宇宙戦艦大和の巻（うちゅうせんかんやまとのまき）
宇宙から迫る怪遊星サタン。それを迎撃すべく建造中の宇宙戦艦大和が何者かに狙われる。オズマ達は無事、大和を防衛し、迫るサタン星の脅威を食い止められるのか？

## キャラクター

### 主な登場人物
塚森ススム（つかもり ススム）
主人公の少年。小学生と思われるが年齢は不詳。父である塚森博士が日本丸撃沈事件に巻き込まれたと聞いて教室を飛び出した際に、電光オズマと邂逅する。
私服のセンスや、口調もですます調で育ちの良い上流家庭の子息である。正義感が高く、格闘技にも長けている描写もあるが、航空機操縦以外の特技や特殊能力については劇中で描写されなかった。
電光オズマ（でんこうオズマ）
オズマ部隊の隊長で、全編に渡って活躍するもう一人の主人公である。顔をヘルメットと飛行眼鏡で隠した長身の男性といういで立ちをしている。格闘技や操縦の達人であり、科学技術などにも詳しい博識さを持つ。
何者かをススムに尋ねられた時には「今は言えない」と口を閉ざしていた。塚森夫妻はその正体を知るそぶりを見せたものの、正体は最後まで語られなかった。
塚森夫妻（つかもりふさい）
ススムの両親。塚森博士は世界的な科学者。日本丸撃沈の際に死亡しているが、ノバ帝国の手で蘇生されている。
博士は作中で宇宙戦艦を筆頭に様々な発明品を開発する。また、日本丸の船長やアフリカ探検隊の隊長を務めたほか、大和に搭乗するなど、机上の学究一筋ではなく、その行動力は幅広い。
塚森夫人は上品な婦人であるが、途中で容姿が変わっている。ザンバの毛皮で皮のパンツを作る等、ノリは良い。
南 洋一（みなみ　よういち）
ススムの同級生にして親友。後に少年オズマ隊員になり、ススムと共に活躍する。東京都出身。「なぞの化石円盤の巻」では何故か、名前が'南 一郎（みなみ　いちろう）になっている。
ザンバ
「なぞの化石円盤の巻」から登場。ネス博士の息子「トミー」であったが、両親の死亡後に恐竜に育てられたという経緯を持つ。
恐竜少年としてススムやオズマと敵対するが後に和解。名前のザンバは自分で名付けた物で、トミーと判明した後も改名はされなかった。
格闘能力や語学は天才的で、「宇宙戦艦大和の巻」では日本語を短期間で覚えて少年オズマ隊員となる。「宇宙戦艦大和の巻」では、訓練不足のため大和の乗組員には選ばれなかったものの、大和に密航して機関室に工作しようとした火野原と死闘を演じる。

### 侵略者ノバ帝国編
ガンモス
ノバ帝国の首相。黒いローブと覆面で顔を覆った怪人。インド洋の大要塞を拠点に二十万の兵力を整えて、新国家ノバ帝国を建国。地球征服に乗り出した独裁者である。
その正体は身体を機械化した宇宙人であったが、ノバ人がどこから来たのかは語られなかった。新兵器の音波を浴びて発狂死する。
メンター
ノバ帝国空中戦車部隊の隊長。初期のライバル役であったが撃墜されて捕虜となり、機械化された頭部を解体されてノバ人の秘密を塚森博士に暴かれてしまう。
金剛（こんごう）
東京防衛軍の司令官。空将。
黒川聖二（くろかわ せいじ）
少年オズマ隊員で副隊長に選ばれた7人の1人。青森県出身。皮肉屋で物事を斜めに見ており、塚森博士のコネで優遇されていると思っているススムや、正体不明の電光オズマを外国人と疑い信用していない。少年オズマ部隊に入ったのは「ちょっとしたわけ」であるらしい。練習機でノバのロケットに勇敢に立ち向かうが撃墜され、九死に一生を得たかに見えたが、その後に現れた黒川はノバ人のスパイであった。新兵器の音波を浴びて発狂死する。
しかし、黒川が最初からノバ人であったのか、本物の黒川は撃墜時に死亡していて、途中から偽者と入れ替わっていたのかははっきりしない。
谷口 守（たにぐち まもる）、村本 清（むらもと きよし）、阪井六郎（さかい ろくろう）、石坂五郎（いしざか ごろう）
彼らにススムと南、黒川が加わって、7人が揃うと少年オズマ部隊の副隊長になる。名ありキャラクターだが、劇中での活躍はない。
ちなみに谷口は九州。村本は四国。阪井は大阪。石坂は北海道が、それぞれの出身地である。
科学者達
ノバ帝国に対抗するために世界中から招集された五十人の科学者達。乗っていた日航機がノバに撃墜されて捕虜となり、「地球はかい機」の作成に協力させられてしまう。

### なぞの化石円盤編
ズーラ
ペガン星人。本当のリーダーを殺害して実権を乗っ取り、ペガン星の科学力で地球を支配しようとする大悪人。オズマとの決闘で倒される。
「ゲッゲッゲッ」と笑うのが特徴。
ゼロニカ博士
B国の科学者。祖国のために化石円盤の秘密を探ろうとするが、ペガン星人の超科学力を知ると媚びてズーラの手下となる。
大金 勝（おおがね まさる）/バロム・ウータント
アフリカ探検隊に潜り込むため、毎朝新聞の大金記者を殺害して彼に成りすましたB国人。ゼロニカと同じく、地球を裏切ってズーラの手下となる。
ベガ
ズーラとともに行動するペガン星人。ズーラ以外で名前が言及されている唯一のペガン星人でもある。
ネス博士
ザンバことトミーの父である高名な天文学者。妻子と共にウガンダ探検中に妻と共に熱病に罹って死亡。化石円盤の位置を示す地図と写真、そして3つになる息子のトミーを残して死ぬことを悔やむ遺書を遺した。

### 宇宙戦艦大和編
エルムーン
謎の少女。その正体は大銀河連邦からの使者であり、少年オズマ部隊にサタン星ロケットの弱点を教え、いずれ地球人も大銀河連邦の一員になるだろうから、その時に再会しましょうと言い残して宇宙の彼方へ去って行く。
火野原十郎（ひのはら じゅうろう）
エルムーンを追う私立探偵。日本政府からの許可を貰い、何処にでも出入り自由な秘密探偵局員だが、その正体はサタン星で作られたアンドロイド。大和のゼロ線砲を受けて最期を迎える。
ボブ、ガブ
偽エルムーンに率いられ、宇宙戦艦大和を破壊するために作られたサタン星のロボット爆弾。エルムーンによって破壊される。
偽エルムーン
サタン星によって作られたエルムーンの偽者。ロボット爆弾と同じく、エルムーンによって破壊される。
ゴジラ号
外見から見る限り、ダルメシアンと思しき猟犬。こうてつのみみずに主の猟師（名無し）と一緒に、最初に接触した。

## メカニック
戦闘機
オズマ部隊、少年オズマ部隊が使用する単発戦闘機で、特に名称は無い。大気圏内はおろか、成層圏以上や水中でも活動可能な万能機。機首のゼロ線砲が主要武器。
機首にデルタ型の先尾翼を持った後退翼機で、ほぼ全編に渡って活躍する。基本的に単座だが、複座機にもなる。塗装は尾翼に加藤隼戦闘隊風の矢印が入っているだけであったが、「なぞの化石円盤の巻」からは機体に日の丸が描かれるようになった。
初回登場の際には「あらゆる動力をストップさせる装置」が積まれていたのだが、この設定はない物とされて後に反映されていない。

### 侵略者ノバ帝国編
日本丸、三郎丸
両船とも日本船籍の商船。三郎丸は冒頭に登場。日本丸は塚森博士が設計した十六万トンの原子力船。どちらもノバ帝国の雷撃を受けて撃沈される。
海上自衛艦
日本丸撃沈直後にノバの潜水艦を追った海上自衛隊の護衛艦。ノバの潜水艦へミサイルを発射するが命中しなかった。
水陸両用車
ススムの学校にあった車。四輪車だがホバー機能もあるらしい。日本丸撃沈を知ったススムが無断で学校から持ち出し、海上へと飛び込んで行く。
ゼロ
ススム専用機。南米のオズマ基地で、ススムが東京に帰還する際にオズマから与えられた単発のロケット戦闘機。武装は左右主翼に砲口が六門（ゼロ線砲なのかは不明）。
ノバ帝国の戦闘機よりも高速で追撃機を振り切っている。しかし、ススムが東京で重傷を負ったため、戦闘で活躍することなくノバ帝国に鹵獲されてしまう。以後、ススムは練習機、戦闘機に搭乗したため、劇中での再登場はなかった。
オズマ部隊各種航空機
オズマ部隊の使う戦闘機以外の機体。ジェット戦闘機。ロケット戦闘機。ミサイル戦闘機。日本へ救援に派遣される双発機、四発機等も登場するが、どれも数コマのみの活躍で、詳しい性能は不明である。
オズマ部隊戦車
アマゾンの基地防衛用にオズマ部隊が用いた戦車。T字型マズルブレーキを有する61式戦車に酷似したスタイル。
航空自衛隊戦闘機
旧日本軍の震電をジェット機化したような単発戦闘機。登場は2コマのみに終わった。
F二〇九
日本で新たに開発された漆黒の単発戦闘機。デルタ翼機である。少年オズマ部隊の乗機となる予定であったが、 登場は2コマだけに留まった。
練習機
少年オズマ部隊に用意された単発ジェット機。練習機だが武装を持ち、実体弾機関砲も使用できる。ガンモスの罠に掛かり、誘き出されて全機喪失する（隊員は脱出）。
日航機
五十名の科学者達を載せた旅客機。ノバのロケット機に撃墜されて不時着水する。
ミサイル戦艦
海上自衛隊の大型艦。三連装大型ミサイル砲塔四基（三基のカットもある）などで武装している。ノバに撃墜された旅客機の乗客救援に現れたが、自慢のミサイルはゴロンに通じず撃破されてしまう。
巨大ロボット
名称不明。オズマ部隊が操るエジプト風の外観を持つ巨大ロボ。練習機を失って海上を漂うススム達を救出した。
双発機
名称不明。ステルス仕様の機体で、ノバの北極基地攻撃に赴く。機内には塚森博士発明の新兵器が搭載されており、ノバ人はこれで全滅した。
ノバ帝国潜水艦Aタイプ
日本丸を撃沈した量産型潜水艦。シップ型。艦首に衝角（ラム）を有し、前甲板に三連装の対空砲を持つ。魚雷発射管は艦首に六門のタイプと、四門のタイプがあり後者の方が数が多い。なお、ここに記した潜水艦のタイプA、B、Cは便宜上の物である。
ノバ帝国潜水艦Bタイプ
ノバ帝国本国でオズマやススムが乗っ取ったタイプ。ティアドロップ型。外見からは目立つ武装は無い。量産型だが数はAタイプよりも少ない。ノバ本国を爆破した後、ススム達はこれで日本へと帰還する。
ノバ帝国潜水艦Cタイプ
ガンモス首相の旗艦。シップ型をした超大型の潜水艦。Aタイプの拡大版。ノバ本国脱出時に使用。
戦闘航空母艦
ノバ帝国の空母。左舷にアウトリガーが張り出した上に、アングルドデッキ風に飛行甲板を張っており、大量の艦載機を搭載している。
ノバ帝国戦闘機
F-86に酷似した機体。武装は機首に六門の砲（実体弾なのか、エネルギー火器なのかは不明）。水中から上空に飛び出せるのでロケット機かと思われる。オズマ部隊員曰く、「速度が遅く、ゼロ線砲の前には雀同然」と評価されている。
原子力爆撃機
ノバ帝国の双発爆撃機。85機もの大編隊で南米のオズマ基地を襲うが、途中で迎撃されて全滅する。
ノバ帝国戦車
単裝砲を持ったノバ帝国の主力戦車。東京を蹂躙するが、オズマ部隊の空襲によって全滅する。
空中戦車
ノバ帝国の秘密兵器。重さ百トン。前面に複眼と、胴体左右に計二本のマニピュレーターを持った空中艇で、ノバ人が操るのでコクピットは開放型。戦車と称しているが火器の存在は不明。劇中では体当たり攻撃しか披露されない。
ゴロン
ノバ帝国の新兵器。海中、海上、地中を自由に動き回る円盤状の自走兵器で、円周部から刃を出して相手を蹂躙する。
ノバ帝国ロケット機
本国を失ったノバ帝国の繰り出す単発の新型機。機首に強力な熱線砲を備える。ノバ人が操縦する高性能機だが、それだけに新兵器には弱かった。
宇宙艇
ガンモスの乗る大型宇宙艇。強靱で練習機の体当たり程度ではびくともしない。

### なぞの化石円盤編
化石円盤
一億年以上前に故障で地球に不時着したペガン星の巨大円盤。事故により地中に飲み込まれて全体が化石化しているが、機能的には正常。乗組員達はコールドスリープをして一億年を生き延びていた。
ズーラの死後、ペガン星人は新たな安住の地を目指し、化石円盤に乗って地球を去る。
ジャングル戦車
アフリカ探検隊用に用意された裝軌車両。砲塔前面が大型の窓ガラスになっているなど戦闘よりも調査を主眼としており、武装は車体上の機関銃一挺のみだが、猛獣や放射能から身を守る特別設計がなされている。ザンバ率いる恐竜に踏みつぶされてしまう。
黒いジャングル戦車
B国が探検隊追撃用に用意した戦車。ゼロニカらが使用。こちらは砲塔に主砲が備わった戦闘用である。ザンバ率いる恐竜に踏みつぶされる。
ペガン星ロケット
ペガン星人の小型航空機。ロケットと称しているが浮遊型で噴射口はない。自律型だがコクピットもある。戦闘用ではないらしく殺傷武器を使う描写は無いが、引力光線もしくはトラクタービームを持ち、敵を捕獲することができる。
マンモス号
国連軍艦隊の巨大空母。排水量二十万トンを誇る。ズーラ率いるペガン星人に制圧されるが、オズマの活躍で解放される。
潜水艇
マンモス号搭載の偵察用小型潜水艇。オズマやススムがマンモス号脱出時に使用する。ゼロニカやバロムもこれに乗ってオズマらを追った。
オズマの潜水艦
小わくせいばくだんに襲われた際、援軍として登場するオズマ部隊の潜水艦。セイル（司令塔）に「OZ」のマーキングがある。搭載した三連装ミサイルで、少年オズマ部隊を追い回す小わくせいばくだんを粉砕してしまった。

### 宇宙戦艦大和編
宇宙戦艦大和
日本がサタン星迎撃のために建造するロケット戦艦。船体各所に三連装のゼロ線砲が配置されている。
エルムーン機
エルムーンが初登場時に乗っていた単座ジェット機。双発、直線翼で翼端にチップタンクの付いた民間自家用機。火野原機に撃墜される。
火野原機
火野原の乗るデルタ翼の単発単座戦闘機。形状はミラージュIIIに酷似している。武装は主翼に砲四門。
エルムーンのロボット
エルムーンの護衛ロボット。胸から生えた鋏状のマジックハンドを持っている。変形してロケットになり、エルムーンを載せて飛び去った。
こうてつのみみず
サタン星のロボット。地中を進んで自爆するように設計されている。装甲が厚く、陸上自衛隊の90ミリ戦車砲では歯が立たない。
オズマ戦車
電光オズマの乗る、200ミリ砲を持った戦車。しかし、この主砲でもこうてつのみみずに小さな孔を穿つのがやっとである。
300ミリとつげきほう
連装の300ミリ砲を備えたオズマの自走砲。こうてつのみみずを一撃で粉砕した。
サタン星ロケット
サタン星の攻撃用小型宇宙艇。武装は熱戦砲二門。ゼロ線砲も効かない強敵だが、エルムーンに教えられた急所（機体上部の丸い玉）を突けば撃破可能。
エルムーンの宇宙艇
終盤、エルムーンが使用した小型単座宇宙艇。推進方式は噴射式ではない。機体には地球以外の未知の文字が描かれている。

## 用語
電光オズマ部隊
電光オズマが中心となって結成された一大戦闘集団。アマゾンの大ジャングル内に基地があり、航空部隊、地上部隊、海上部隊（潜水艦）を持つ。構成員は終戦時、日本から何処ともなく去った日本人らしいが詳細は不明。
ノバ帝国の日本襲来と共に公式に姿を現し、日本政府と協力して侵略の脅威に立ち向かう組織となった。
少年オズマ部隊
日本の少年達で結成された戦闘部隊。オズマ部隊の補助戦力だが、劇中では主役として活躍する。隊員の定数は47人。
「宇宙戦艦大和の巻」では身体の鈍ってしまった大人と違い、少年は宇宙環境に柔軟に対応できるので、少年オズマ隊員は宇宙戦士として大和乗り組みの主力になると説明がされている。
ノバ帝国
ガンモスが建国した新国家。宇宙から来たノバ人が中心となり、地球人の下部構成員を加えてインド洋に拠点を築く。三万隻以上の潜水艦隊。空母機動部隊。航空部隊などを有するが、電光オズマとの交戦により本国は原子爆発で消滅。
本国壊滅後、北極でノバ人のみを中心とした勢力として再起を図るも、塚森博士考案の新兵器によって全滅した。
ゼロ線砲
オズマ部隊の持つ強力な怪力線砲で、発射する原理や成分は明かされていない。航空機搭載型、艦載型、地上設置型など形態は豊富で、何故か爆弾型もある。
地下都市
塚森博士が設計・建設した東京地下の大都市。ノバ帝国の襲撃から国民を守るシェルターとなった。ただし、後の『宇宙戦艦ヤマト』の地下都市（ガミラス帝国の爆撃に備えた物）と違い、どんな目的でこれが建設されたのかは明確となってはいない。
ノバ人
宇宙からやって来たノバ帝国の国民。脳が人間の二倍サイズ、重量六倍もあって知能が高いが、元の身体が地球の気圧や重力に耐えられず、身体をサイボーグ化している。
地球はかい機
ガンモスが洗脳した地球人を利用して制作した大量破壊兵器。地殻へ大量のエネルギーを送って天変地異を引き起こす。
新兵器
ノバ人の脳細胞を破壊する塚森博士考案の音波兵器。中身は単なるラジオ受信機と大型拡声器で、発振する超音波がノバ人の脳細胞を揺り動かして破壊してしまう。
ペガン星人
一億年前にアンドロメダ星雲にあった遊星ペガンからやって来た異星人。人工冬眠中の一億年の間にペガン星は既に爆発四散してしまっている。
元々のペガン星人は平和で友好的な種族であったが、地球人と共存を拒否するズーラ以下数名の悪党がクーデターを起こし、化石円盤の権力を簒奪（さんだつ）。ズーラは失った故郷の代わりにせんと地球侵略を開始したが、電光オズマの活躍と和平派ペガン星人の蜂起によってそれは阻止された。
姿形はヒューマノイドタイプ。側頭部から触角が左右に二本生えており、透明なヘルメットを被っている。大気組成は地球とは異なり、地球の大気が触角に触れる分には問題ないが、地球の大気を吸うと死んでしまう。
大地底国
ズーラがウガンダの地底に建設した地下都市で、ペガン星人の大気に合わせた環境を整えてある。少年オズマ部隊をどれいロボットにして建設を急いだ。
放射能
ペガン星人の基本エネルギー。化石円盤が発する特殊な放射線。短時間では人間は影響は出ないが、これによって円盤の周囲はジュラ紀の環境が保全されており、古代植物や恐竜、巨大な昆虫が生息している。放射能か止まると彼らは機能を停止してしまう。
地球の機械に関しては致命的な影響があり、放射能によって全ての機能が狂ってしまう。水に遮断されるので、海中には影響は届かない。
どれいロボット
ペガン星人が機械で地球人を洗脳した物。放射能の影響が停止したら洗脳が解けるが、それ以外は意志を失って、ペガン星人の命ずるままに働く奴隷と化してしまう。
小わくせいばくだん
化石円盤が小惑星を呼び寄せて、自在にコントロールする兵器。
サタン星
地球へと進撃する怪遊星。その進路上には前衛よろしく、多量の隕石群が規則正しく並んでいる。星の表面には都市らしい物の存在があって、知的生命体が住んでおり、地球クラスのサタン星を宇宙航行させているらしい。
なお、サタン星とは地球側科学者の命名で、彼ら本来の名称は不明であるが、劇中では敵味方共に「サタン星」の名を使用していた。
サタン星人そのものは劇中に登場しない。エルムーンによると「本当はとても臆病で、少しでも自分が傷付くのを恐れる」性格らしい。地球人の強さを知って、侵略を諦めてサタン星をUターンさせた。
大銀河連邦
銀河系の中心にある宇宙国家連合で、サタン星人の脅威から地球を守るために、エルムーンを派遣した。

## 単行本
『電光オズマ』虫プロ〈虫コミックス〉全2巻。
1. 初版発行、昭和46年9月30日[76]
2. 初版発行、昭和46年11月15日

『電光オズマ』若木書房〈コミックメイト〉全3巻。
1. 初版発行、昭和50年11月15日第1刷[76]
2. 初版発行、昭和50年12月15日第1刷
3. 初版発行、昭和51年1月20日第1刷[76]

『電光オズマ』大都社、全3巻。
発行日他、詳細不明。
『電光オズマ』小学館、『松本零士 初期SF作品集限定BOX』内に収録。上下巻。
初版発行、2010年12月13日、ISBN 978-4-77803-173-2